# Fibra Dunnas
Fibra Dunnas Indústria e Comércio Ltda. war ein brasilianischer Hersteller von Automobilen.

## Unternehmensgeschichte
Das Unternehmen aus Natal begann 1984 mit der Produktion von Automobilen. Der Markenname lautete Dunnas. Die Produktion lief etwa zehn Jahre.

## Fahrzeuge
Das einzige Modell war ein VW-Buggy. Die offene Karosserie aus Fiberglas war nach Angaben des Herstellers geräumiger als bei den Konkurrenten. An der Fahrzeugfront befanden sich zwei eckige Scheinwerfer. Im Laufe der Jahre gab es eine optische Überarbeitung von Kotflügeln und Haube, die nach Meinung einer Quelle eine Verschlechterung darstellte.